# والتر شرايبر
والتر شرايبر (بالألمانية: Walter Paul Schreiber)‏ هو معذب ‏ وطبيب ألماني، ولد في 21 مارس 1893 في برلين في ألمانيا، وتوفي في 5 سبتمبر 1970 في باريلوتشي في الأرجنتين.